# Valdet Rama
Valdet Rama est un footballeur international albanais d'origine kosovare, né le 20 novembre 1987 à Kosovska Mitrovica au Kosovo. Il évolue comme milieu offensif dans le club du Wuppertaler SV.

## Carrière
- 2005-2008 :  VfL Wolfsburg II
- 2008-2009 :  FC Ingolstadt 04
- 2009-2011 :  Hanovre 96
- 2011-2013 :  Örebro SK
- 2013-2014 :  Real Valladolid
- 2014-2016 :  TSV 1860 Munich
- 2016-2017 :  FC Würzburger Kickers
- 2017-2018 :  Yanbian Fude Football Club
- 2018-2019 :  FK Kukësi
- 2019-2021 :  SV Meppen
- Depuis 2022 :  Wuppertaler SV

## Palmarès
Néant